# Manuel de Regla Mota
Manuel de Regla Mota y Álvarez (Villa de Baní, Capitanía General de Santo Domingo, 21 de noviembre de 1795 - Villa de Baní, Capitanía General de Santo Domingo, 1 de mayo de 1864) fue un político y militar dominicano.

## Vida política
Al proclamarse la República es nombrado coronel de las llamadas Milicias Nacionales. Los mandos le encargan la defensa de la frontera con Haití en el área de San Cristóbal y Baní . Al estallar las hostilidades ocupa con sus tropas el puesto de "Las Hicoteas". Allí sufre un serio revés del que sacó buenas lecciones. Desde entonces Regla Mota actuó con una mayor prudencia en todas sus acciones.
En la provincia de Azua ejerce un mandato riguroso. Pone en orden a la región y toma las medidas necesarias para que acaben los desmanes del movimiento independentista y se devuelvan propiedades y ganado a sus dueños.
Regla Mota fue siempre un hombre de Santana. El caudillo apreciaba en él su seriedad y honestidad. Primer ministro de Guerra y Marina, después vicepresidente y más tarde presidente. Toda su carrera política discurre bajo la sombra próxima o lejana de Santana.

## Presidente constitucional
Tras la renuncia del presidente Santana, en su calidad de vicepresidente, en mayo de 1856 asume la presidencia de la República. De Regla Mota recibió un país arruinado por la guerra con Haití y emisiones monetarias sin respaldo, por lo que sacó del ejército a una parte de los militares porque el gobierno no tenía fondos para pagar los salarios. Esta situación fue aprovechada por el cónsul español Antonio María Segovia, quien expresó su apoyo al exiliado Buenaventura Báez, para que retornara al poder.
Báez regresó al país y producto de un acuerdo político con el presidente de Regla Mota y sus aliados, fue nombrado nuevo vicepresidente, para luego proceder a la renuncia del jefe del Estado, y Báez asumir el poder. Manuel de Regla Mota, como parte del acuerdo, declaró una ley de amnistía, renunció a la presidencia de la República en octubre de 1856 y entregó el poder al vicepresidente Buenaventura Báez, en conformidad a la Constitución de 1854.
Finalmente Antonio María Segovia logró que no sólo Santana sino también su sustituto, Regla Mota, desaparecieran de la escena política para jugar la carta de Báez. Esta campaña de hostilidad, teledirigida por el cónsul español contra Santana fue tan intensa que el viejo caudillo tuvo que abandonar el país. Regla Mota, un leal amigo de su jefe natural, Santana,  también abandonó el territorio dominicano. Muere en 1864.